# چانگ یاو-تینینگ
چانگ یاو-تینینگ (انگلیسی: Chang Yaw-teing؛ زادهٔ ۲۸ مارس ۱۹۶۵) بازیکن بیسبال اهل تایوان است.